# سیستم زیست‌سازه‌ای یکپارچه
سیستم زیست‌سازه‌ای یکپارچه (به انگلیسی: (integrated biotectural system IBTS)) سیستمی است که با پیوستن عنصرهای طبیعی و معماری ساخته می‌شود و در آن تولید مواد غذایی و مکان زندگی در یک ساختمان صورت می‌گیرد. این شامل نمک‌زدایی از آب دریا نیز می‌شود. این بیان در توصیف یک کارخانه نمک زدایی یکپارچه‌شده درون یک ابرسازۀ گلخانه‌ای‌مانند بکار برده‌شد. این ابرسازه به هیچ وجه شبیه به یک گلخانه معمولی نیست.

گروهی از شرکت‌ها به نام لیوینگ دزرت (Living Desert) برای ساخت IBTS‌ها در مصر تأسیس شد. این بخشی از طرح ملی در مقیاس بزرگ برای آبادسازی بیابان با جنگل‌کاری و برای اهداف کشاورزی است.

نوع جدید از تأسیسات IBTS، که بر خلاف کشاورزی و گلخانه، ریشه در طراحی و مهندسی دارد. این اساساً متفاوت از گلخانه‌های آب دریا است.

اهمیت این اصطلاح نهفته در بهره‌وری است که تنها با یکپارچه‌سازی سیستم‌ها می‌توان به آن دست یافت. اهمیت ویژه نهفته در تقلید از سیستم‌های طبیعی، به ویژه چرخه‌های بسته است. به دلیل بحران جهانی آب به خصوص در آب و هوای بیابانی گرم، ایجاد چرخۀ بسته آب دشوارترین چرخه است.

نمک‌زدایی به آب و هوای گرم محدود است زیرا مقدار زیادی قدرت گرمایی خورشیدی لازم دارد. روشن شده که این در کاهش پایین رفتن سطح ایستابی در مناطق کشاورزی از منطقه منا، بسیار مناسب است.

## کارکرد
در مقیاس کامل ،انرژی بهره‌برداری ۴۵/۰ کیلووات بر ساعت به ازای هر متر مکعب آب مقطر است.
" گلخانۀ IBTS " بر پایۀ یک طراحی مدولار بنا شده و هر واحد غیروابسته است و دارای واحدهایی فرعی می‌باشد  که امکان شروع فوری بهره‌برداری و سوددهی را فراهم می‌سازد (مانند یک سایت جنگل‌کاری که سوددهی در مراحل اولیه آن است). بهترین کارایی و ظرفیت کامل می‌تواند با یک ابرسازه با بزرگی حدود ۱۰۰ واحد بدست آید. ۱۰ کیلومتر مربع ظرفیتی برابر با کارخانه آب‌شیرین‌کن صنعتی با تولید ۵/۰ میلیون مترمکعب آب در هر روز را دارد.
نخستین نوع تأسیسات نمک‌زدایی در سیستم یکپارچه حداکثربه ۸/۱ کیلووات ساعت به ازای هر مترمکعب آب شیرین نیاز دارد. اما محدوده ظرفیت بین ۲۱ متر مکعب و ۳۰۰ متر مکعب در روز به ازای هر هکتار را دارد.
هزینه‌های سرمایه‌گذاری این سیستم به‌طور معمول نزدیک به یک گلخانۀ مدرن است، نه به یک واحد نمک‌زدایی و نیاز به هیچ پژوهش و توسعه بیشتر ندارد. این سیستم برای بیابان‌زدایی در مقیاس بزرگ طراحی و بر اساس ماژول‌های کوچک و صددرصد خودکفا ساخته شده‌است. این سیستم برای نداشتن هیچ فناوری بحرانی، یک فناوری بنیادی تلقی می‌شود. این بدان معناست که کم‌خطر وهزینۀ نگهداری آن پایین است. IBTS با فرایندهای طبیعی میزبانی‌شده در یک ساختمان کار می‌کند، به اینگونه هرگز محدودیت‌های طبیعی، یا فیزیکی برای رشد و توسعه (مانند تکنولوژی نمک‌زدایی در خلیج فارس به دلیل تخلیه آب نمک و افزایش دما) نخواهد داشت.